# Senad Tiganj
Senad Tiganj (* 28. August 1975 in Ljubljana) ist ein ehemaliger slowenischer Fußballspieler.

## Karriere
Tiganj war Mitglied im Aufgebot seines Landes zur Fußball-Weltmeisterschaft 2002, wurde dabei aber nur ein einziges Mal eingesetzt: im letzten Vorrundenspiel gegen Paraguay, als das Ausscheiden Sloweniens bereits feststand. In der Winterpause 2004/05 wechselte der Mittelstürmer Tiganj vom NK Ljubljana zum deutschen Zweitligisten FC Rot-Weiß Erfurt. Nach dem Spiel seiner Mannschaft gegen die SpVgg Unterhaching, das Erfurt am 6. April 2005 mit 2:0 gewonnen hatte, wurde Tiganj der Einnahme der verbotenen Substanz Fenoterol überführt. Tiganj bestritt die Einnahme dieser Substanz nicht. Nach seiner Aussage habe er jedoch seinem Sohn am Tag vor dem Spiel lediglich die Einnahme eines Asthma-Mittels vorgeführt. Wegen des Doping-Falls wurde Tiganj durch das Sportgericht des DFB am 4. Mai 2005 rückwirkend vom 19. April an für zehn Wochen gesperrt. Das Spiel vom 6. April wurde für Unterhaching gewertet. Durch den damit verbundenen Verlust von drei Punkten erlitt Rot-Weiß Erfurt einen herben Rückschlag im Abstiegskampf. Senad Tiganj wechselte im Juni 2005 zum Zweitligisten Wacker Burghausen und sollte dort den Sturm in der kommenden Saison verstärken. Der dortige Coach Markus Schupp plante allerdings nicht mehr mit ihm. Senad Tiganj wechselte dann in der Winterpause 05/06 zum damaligen Regionalligisten SSV Jahn Regensburg. Hier fiel er allerdings weniger durch Leistungen, sondern vielmehr außerhalb des Platzes auf. Er geriet in einen Mannschaftsstreit, den sein damaliger Kollege Christian Alder provoziert hat. Alder soll mit Tiganj nach einem Spiel im Kabinengang handgreiflich geworden sein, da er nach den Worten Alders der bestbezahlte Spieler im Kader sei, aber dafür keine Leistung bringe. Tiganjs Vertrag wurde nicht verlängert. Tiganj kehrte daraufhin 2006 wieder in seine Heimat zurück und spielte für den slowenischen Verein NK Drava Ptuj. Anschließend war er für verschiedene Clubs in Slowenien und Österreich aktiv und beendete 2016 seine Karriere.

## Erfolge
- Slowenischer Pokalsieger: 2003